# مؤشر مساحة الأوراق

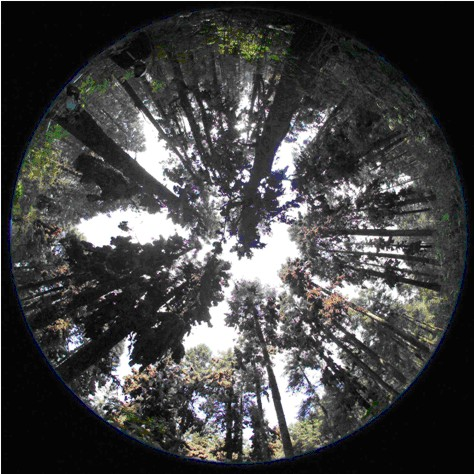

مؤشر مساحة الأوراق (LAI) هو كمية لا بعدية تميز المظلات النباتية. يتم تعريفها على أنها مساحة الورقة الخضراء أحادية الجانب لكل وحدة مساحة سطح الأرض ( LAI = مساحة الورقة / مساحة الأرض، م 2 / م 2 ) في المظلة ذات الأوراق العريضة.